# Ja’uk
Ja’uk (arab. يعوق, Yaʿūq) – w mitologii arabskiej człowiek bądź bóstwo, czczone przez plemiona Hamdan i Chaulan.
Podobizny Ja’uka ukazywały go w postaci konia. Świątynie tego bóstwa leżała w Chajwanie.
Wedle relacji Ibn al-Kalbiego Ja’uk żył niegdyś na Ziemi jako człowiek, pomiędzy czasami Adama i Ewy, a czasem potopu za życia Noego. Odznaczał się prawością i pobożnością. W tych samych, przedpotopowych czasach żyli także Jaghut i Nasr, którzy odznaczali się takimi samymi, jak on, zaletami. Gdy ich życie dobiegło końca, rodziny czcigodnych mężów pogrążyły się w żałobie. Wtedy pojawił się Kabil. Człowiek ten, wywodzący się z plemienia Banu, zaproponował pogrążonym w żalu rodzinom, że wykona posągi przedstawiające ich umarłych bliskich, w tym Ja’uka. Rodziny wyraziły zgodę. Kbil wykonał rzeźnę przedstawiającą Ja’uka, tak jak i pozostałych prawych mężów.
Rzeźby te stały się przemiotem czci. Obchodzono je wokoło. Czczono je nawet, gdy zmarli wszyscy pamiętający sprawiedliwych mężów sprzed potopu. W ten oto sposób narodził się kult, gdyż posągom zaczęto oddawać cześć boską.
W ten oto sposób Ibn al-Kalbi stara się wytłumaczyć zrodzenie się kultu przedislamskiego bóstwa, którego zostało wyparte przez islam. Jego imię pojawia się w Koranie. Mahomet wymienia Ja’uka i inne bóstwa politeizmu, wkładając ich imiona w usta ich wyznawców porwadzących polemikę z Noem. W LXXI Surze Koranu znajdują się słowa:

Nie pozostawiajcie Wadda, ani Suwa,
ani Jaghuta, ani Ja’uka, ani Nasra

Następnie następuje komentarz:

Oni wprowadzili w błąd wielu